# Christiane Henriette Louise von Schleinitz
Christiane Henriette Louise von Schleinitz, född 1709, död 1756, var en dansk hovfunktionär. 
Hon var hovmästarinna till Danmarks drottning mellan 1746 och 1754.